# منشية حسبان (عمان)
منشية حسبان منطقة سكنية تقع في لواء ناعور، محافظة العاصمة في الأردن. تنتمي المنطقة لقضاء حسبان الذي يضم 6 مناطق. يقدر عدد سكانها بـ 2183 نسمة حسب إحصاء 2015.

## الوصلات الخارجية
- دائرة الاحصاءات العامة